# Kanszu
Gansu kiejtéseⓘ (kínai: 甘肃, pinjin: Gānsù, magyar átírás: Kanszu) a Kínai Népköztársaság északnyugati részén fekvő tartomány. Székhelye és legnagyobb városa a tartomány délkeleti részén található Lancsou (Lanzhou).

## Történelem
E tájon haladt át a selyemút, itt volt a keleti végpontja. Az itt épült erődök igen fontosak voltak Kína belső területeinek védelmében, másrészt e táj volt a Kína és Belső-Ázsia közötti kulturális érintkezés színtere. 1000 táján a helyi lakosságból sokan áttértek az iszlám vallásra. A tartomány máig a kínai anyanyelvű muszlimok, a hujok egyik központja.
1862-ben nagyszabású muszlim lázadás robbant ki a tartományban. A mozgalom átterjedt Kína más részeire is. Milliószámra voltak áldozatok. Nem egyszerűen muszlimok harcoltak a kínai császári csapatokkal, mert a császári oldalon is sok muszlim harcolt. A felkelést csak 1877-ben számolták fel végleg.

## Közigazgatás
A tartomány 12 prefektúrai szintű városra és 2 autonóm prefektúrára van felosztva:
- Pajjin (Baiyin) (egyszerűsített kínai: 白银, pinjin: Báiyín)
- Tinghszi (Dingxi) (定西 Dìngxī)
- Kannan Tibeti Autonóm Prefektúra (Gannan Tibeti Autonóm Prefektúra) (甘南藏族 Gānnán Zāngzú)
- Csiajükuan (Jiayuguan) (嘉峪关 Jiāyùguān)
- Csincsang (Jinchang) (金昌 Jīnchāng)
- Csiucsüan (Jiuquan) (酒泉 Jiǔquán)
- Lancsou (Lanzhou) (兰州 Lánzhōu)
- Linhszia Huj Autonóm Prefektúra (Linxia Hui Autonóm Prefektúra) (临夏回族 Línxià Huízú)
- Lungnan (Longnan) (陇南 Lǒngnán)
- Pingliang (平凉 Píngliàng)
- Csingjang (Qingyang) (庆阳 Qìngyáng)
- Tiensui (Tianshui) (天水 Tiānshuǐ)
- Vuvej (Wuwei) (武威 Wǔwēi)
- Csangje (Zhangye) (张掖 Zhāngyè)

## Gazdaság
A tartományban található Csangje (Zhangye) termelőközpont adja Kína kukoricatermelésének 40%-át.

## Népesség
| 2010 | 25 575 254 |
| 2020 | 25 019 831 |

## Nemzetközi kapcsolatok
Kanszu tartomány 1997-ben kötött „testvérmegyei” megállapodást Somogy megyével, az együttműködést 2016-ban megújították.